# Тетрух
Тетрух (устар. Кастонь) — река в Вязниковском и Селивановском районах Владимирской области России. Устье реки находится в 6,8 км по левому берегу реки Колпь. Длина реки составляет 49 км, площадь водосборного бассейна — 520 км².
Исток реки у деревни Галкино в 11 км к юго-западу от посёлка Никологоры. Река течёт на юг, протекает деревни Буторлино, Усады, Ежово, Горицы, Головино, Надеждино, Вихрево, Теренино. В нижнем течении входит в обширную низину в нижнем течении Колпи, соединён с Колпью и другим её притоком Кестромкой сетью мелиоративных канав. Устье находится в 7 км к юго-востоку от посёлка Красная Горбатка.
Система водного объекта: Колпь → Ушна → Ока → Волга → Каспийское море.

### Притоки (км от устья)
- 27 км: ручей Вондух (лв)
- 31 км: ручей Важель (пр)

## Данные водного реестра
По данным государственного водного реестра России относится к Окскому бассейновому округу, водохозяйственный участок реки — Ока от города Муром до города Горбатов, без рек Клязьма и Тёша, речной подбассейн реки — бассейны притоков Оки от Мокши до впадения в Волгу. Речной бассейн реки — Ока.
Код объекта в государственном водном реестре — 09010301212110000030967.